# 佐原恭輔
佐原 恭輔（さはら　きょうすけ）は長崎県出身の日本の柔道家。階級は65kg級。

## 経歴
国士舘大学から長崎県警所属となった。
1975年の選抜体重別軽量級では多賀高校教員の柏崎克彦に敗れて2位だった。
1977年の選抜体重別65kg級では新日鉄広畑の南喜陽に敗れて2位にとどまった。
1978年から1981年にかけての選抜体重別では、東海大学教員となった柏崎に敗れ続けると、1982年の決勝でも新日鉄広畑の斉藤俊郎に敗れて、この大会では計7回も2位にとどまり1度も優勝できずに終わるという珍記録を達成した。
その一方で、1976年、1978年、1979年の講道館杯決勝では柏崎を破るなど、1983年も含めて計4回の優勝を果たした。
国際大会では、1977年のフランス国際、1979年のソ連国際で優勝、1978年の嘉納杯では決勝で光洋産業の秋本勝則に敗れて2位だった。
1979年の世界選手権代表に選出されると、準決勝で地元フランスのイブ・デルバンに1-2の微妙な判定で敗れるが、3位決定戦ではイギリスのレイモンド・ニーナンを巴投の有効で破り3位となった。
1981年と1984年のアジア選手権では優勝を飾った。1982年の嘉納杯では柏崎に大内刈で敗れて2位に終わった。
ライバルの柏崎同様、寝技を得意にしていた選手であった。

## 主な戦績
軽量級での戦績
- 1974年 -　選抜体重別　3位
- 1975年 -　選抜体重別　2位
- 1976年 -　選抜体重別　3位

65kg級での戦績
- 1976年 -　講道館杯　優勝
- 1977年 -　フランス国際　優勝
- 1977年 -　選抜体重別　2位
- 1978年 -　講道館杯　優勝
- 1978年 -　選抜体重別　2位
- 1978年 -　嘉納杯　2位
- 1979年 -　ソ連国際　優勝
- 1979年 -　講道館杯　優勝
- 1979年 -　選抜体重別　2位
- 1979年 -　世界選手権　3位
- 1980年 -　講道館杯　3位
- 1980年 -　選抜体重別　2位
- 1981年 -　講道館杯　2位
- 1981年 -　アジア選手権　優勝
- 1981年 -　選抜体重別　2位
- 1981年 -　日本国際柔道大会　2位
- 1982年 -　選抜体重別　2位
- 1982年 -　嘉納杯　2位
- 1983年 -　講道館杯　優勝
- 1983年 -　環太平洋柔道選手権大会　優勝
- 1984年 -　講道館杯　3位
- 1984年 -　アジア選手権　優勝